# Ich'ŏn-gun
Ich'ŏn-gun (koreanska: 이천군) är en kommun i Nordkorea.   Den ligger i provinsen Kangwŏn-do, i den södra delen av landet, 110 km sydost om huvudstaden Pyongyang.